# Secretos de un escándalo
Secretos de un escándalo (título original en inglés: May December) es una película de comedia oscura y drama psicológico satírico estadounidense de 2023 dirigida por Todd Haynes y escrita por Samy Burch a partir de una historia de Burch y Alex Mechanik. Protagonizada por Natalie Portman, Julianne Moore y Charles Melton, la historia sigue a una actriz llamada Elizabeth, quien viaja a Savannah, Georgia, para estudiar a una mujer llamada Gracie, a quien ella interpretará en una telepelícula independiente, y con ello revivirá la escandalosa relación entre Gracie y su marido Joe, cuya relación se inició cuando ella tenía 36 años y él solamente 13.
La película se estrenó en el 76.º Festival de Cine de Cannes en mayo de 2023. Posteriormente se estrenó de forma limitada el 17 de noviembre de 2023, antes de estrenarse en Netflix el 1 de diciembre de 2023. En España, la película no llegó a través de Netflix sino de Diamond Films el 23 de febrero del 2024.
La película recibió elogios generalizados de la crítica, elogiando las actuaciones del trío principal, la dirección de Haynes, el guion por sus elementos satíricos, cursis y de humor oscuro, y la banda sonora melodramática.
El título original de la película en inglés May December (español: "Mayo Diciembre") es un término popular en la cultura de habla inglesa que surgió a finales de los años 1930 en un extracto de una canción de un musical de Broadway. Este decir se utiliza para las relaciones en las que existe una gran diferencia de edad entre los involucrados. Todd Haynes elige como ingeniosa ironía un término que torna "elegante" y enmascara una relación que es en esencia brutalmente destructiva.

## Sinopsis
Veinte años después de que su notorio romance sensacionalista se apoderará de la nación, una pareja casada con una gran disparidad de edad se doblega bajo la presión cuando llega una actriz para investigar una película sobre su pasado.

## Reparto
- Natalie Portman como Elizabeth Berry
- Julianne Moore como Grace "Gracie" Atherton-Yoo
- Charles Melton como Joe Yoo
- Cory Michael Smith como Georgie Atherton
- Elizabeth Yu como Mary Atherton-Yoo
- Gabriel Chung como Charlie Atherton-Yoo
- Piper Curda como Honor Atherton-Yoo
- D. W. Moffett  como Tom Atherton
- Lawrence Arancio como Morris Sperber

## Producción
En junio de 2021, se anunció que Portman y Moore participarían en la película. En septiembre de 2022, se anunció que se agregó Melton al elenco.
La producción tuvo lugar en Savannah, Georgia. El rodaje terminó en noviembre de 2022. Ed Lachman inicialmente iba a servir como director de fotografía, pero fue reemplazado por Christopher Blauvelt debido a la lesión en la cadera de Lachman.
En enero de 2023, se anunció que Piper Curda, Elizabeth Yu y Gabriel Chung se habían unido al elenco de la película.

## Recepción

### Crítica
May December recibió reseñas generalmente positivas de parte de la crítica y de la audiencia. En el sitio web agregador de reseñas Rotten Tomatoes, la película posee una aprobación de 90%, basada en 258 reseñas, con una calificación de 7.9/10 y un consenso crítico que dice "Envolviendo su difícil historia basada en hechos en un manto de humor cursi, May December es un reloj seductoramente desconcertante.". De parte de la audiencia tiene una aprobación de 68%, basada en más de 1000 votos, con una calificación de 3.7/5.
El sitio web Metacritic le dio a la película una puntuación de 86 de 100, basada en 52 reseñas, indicando "aclamación universal". En el sitio IMDb los usuarios le asignaron una calificación de 6.9/10, sobre la base de más de más de 20 000 votos, mientras que en la página web FilmAffinity la película tiene una calificación de 6.6/10, basada en 650 votos.
En España, la película recibió críticas generalmente positivas, descrita como “un melodrama psicológico con tintes de comedia negra”.

### Premios y nominaciones
| Premio                                                  | Fecha                   | Categoría                            | Nominado | Resultado   | Ref.   |
| ------------------------------------------------------- | ----------------------- | ------------------------------------ | --- | ----------- | ------ |
| American Film Institute                                 | 7 de diciembre de 2023  | Top 10 Películas                     | Secretos de un escándalo | Ganadora    |        |
| Astra Film and Creative Arts Awards                     | 6 de enero de 2024      | Mejor actriz de reparto              | Julianne Moore | Nominada    | [ 12 ] |
| Astra Film and Creative Arts Awards                     | 6 de enero de 2024      | Mejor actor de reparto               | Charles Melton | Nominado    | [ 12 ] |
| Atlanta Film Critics Circle                             | 4 de diciembre de 2023  | Mejor película                       | Secretos de un escándalo | Nominada    | [ 13 ] |
| Premios de la Asociación de Críticos de Cine de Boston  | 10 de diciembre de 2023 | Mejor película                       | Secretos de un escándalo | Subcampeona | [ 14 ] |
| Premios de la Asociación de Críticos de Cine de Boston  | 10 de diciembre de 2023 | Mejor director                       | Todd Haynes | Subcampeón  | [ 14 ] |
| Premios de la Asociación de Críticos de Cine de Boston  | 10 de diciembre de 2023 | Mejor actriz                         | Natalie Portman | Subcampeona | [ 14 ] |
| Premios de la Asociación de Críticos de Cine de Boston  | 10 de diciembre de 2023 | Mejor actor de reparto               | Charles Melton | Subcampeón  | [ 14 ] |
| Premios de la Asociación de Críticos de Cine de Boston  | 10 de diciembre de 2023 | Mejor guion original                 | Samy Burch | Subcampeona | [ 14 ] |
| Festival de Cannes                                      | 27 de mayo de 2023      | Palma de Oro                         | Todd Haynes | Nominado    | [ 15 ] |
| Celebration of Cinema & Television                      | 4 de diciembre de 2023  | Premio al desempeño innovador        | Charles Melton | Ganador     | [ 16 ] |
| Premios de la Asociación de Críticos de Cine de Chicago | 12 de diciembre de 2023 | Mejor película                       | Jessica Elbaum, Will Ferrell, Grant S. Johnson, Pamela Koffler, Tyler W. Konney, Sophie Mas, Natalie Portman, Christine Vachon | Nominados   | [ 17 ] |
| Premios de la Asociación de Críticos de Cine de Chicago | 12 de diciembre de 2023 | Mejor director                       | Todd Haynes | Nominado    | [ 17 ] |
| Premios de la Asociación de Críticos de Cine de Chicago | 12 de diciembre de 2023 | Mejor actriz                         | Natalie Portman | Nominada    | [ 17 ] |
| Premios de la Asociación de Críticos de Cine de Chicago | 12 de diciembre de 2023 | Mejor actor de reparto               | Charles Melton | Ganador     | [ 17 ] |
| Premios de la Asociación de Críticos de Cine de Chicago | 12 de diciembre de 2023 | Mejor actriz de reparto              | Julianne Moore | Nominada    | [ 17 ] |
| Premios de la Asociación de Críticos de Cine de Chicago | 12 de diciembre de 2023 | Mejor guion original                 | Samy Burch | Ganadora    | [ 17 ] |
| Premios de la Asociación de Críticos de Cine de Chicago | 12 de diciembre de 2023 | Artista más prometedor               | Charles Melton | Ganador     | [ 17 ] |
| Premios de la Crítica Cinematográfica                   | 14 de enero de 2024     | Mejor actor de reparto               | Charles Melton | Nominado    | [ 18 ] |
| Premios de la Crítica Cinematográfica                   | 14 de enero de 2024     | Mejor actriz de reparto              | Julianne Moore | Nominada    | [ 18 ] |
| Premios de la Crítica Cinematográfica                   | 14 de enero de 2024     | Mejor guion                          | Samy Burch | Nominado    | [ 18 ] |
| Florida Film Critics Circle Awards                      | 21 de diciembre de 2023 | Mejor película                       | Secretos de un escándalo | Subcampeona | [ 19 ] |
| Florida Film Critics Circle Awards                      | 21 de diciembre de 2023 | Mejor director                       | Todd Haynes | Ganador     | [ 19 ] |
| Florida Film Critics Circle Awards                      | 21 de diciembre de 2023 | Mejor actriz                         | Natalie Portman | Nominada    | [ 19 ] |
| Florida Film Critics Circle Awards                      | 21 de diciembre de 2023 | Mejor actor de reparto               | Charles Melton | Ganador     | [ 19 ] |
| Florida Film Critics Circle Awards                      | 21 de diciembre de 2023 | Premio revelación                    | Charles Melton | Subcampeón  | [ 19 ] |
| Florida Film Critics Circle Awards                      | 21 de diciembre de 2023 | Mejor actriz de reparto              | Julianne Moore | Nominada    | [ 19 ] |
| Florida Film Critics Circle Awards                      | 21 de diciembre de 2023 | Mejor guion original                 | Samy Burch | Nominado    | [ 19 ] |
| Florida Film Critics Circle Awards                      | 21 de diciembre de 2023 | Golden Orange                        | Alex Mechanik | Ganador     | [ 19 ] |
| Premios Globo de Oro                                    | 7 de enero de 2024      | Mejor película - Comedia o musical   | Secretos de un escándalo | Nominada    | [ 20 ] |
| Premios Globo de Oro                                    | 7 de enero de 2024      | Mejor actriz - Comedia o musical     | Natalie Portman | Nominada    | [ 20 ] |
| Premios Globo de Oro                                    | 7 de enero de 2024      | Mejor actor de reparto               | Charles Melton | Nominado    | [ 20 ] |
| Premios Globo de Oro                                    | 7 de enero de 2024      | Mejor actriz de reparto              | Julianne Moore | Nominada    | [ 20 ] |
| Premios Gotham                                          | 27 de noviembre de 2023 | Mejor guion                          | Samy Burch y Alex Mechanik | Nominados   | [ 21 ] |
| Premios Gotham                                          | 27 de noviembre de 2023 | Mejor actuación de reparto           | Charles Melton | Ganador     | [ 22 ] |
| Premios Independent Spirit                              | 25 de febrero de 2024   | Mejor película                       | Jessica Elbaum, Will Ferrell, Grant S. Johnson, Pamela Koffler, Tyler W. Konney, Sophie Mas, Natalie Portman, Christine Vachon | Pendiente   | [ 23 ] |
| Premios Independent Spirit                              | 25 de febrero de 2024   | Mejor director                       | Todd Haynes | Pendiente   | [ 23 ] |
| Premios Independent Spirit                              | 25 de febrero de 2024   | Mejor actuación protagonista         | Natalie Portman | Pendiente   | [ 23 ] |
| Premios Independent Spirit                              | 25 de febrero de 2024   | Mejor actuación de reparto           | Charles Melton | Pendiente   | [ 23 ] |
| Premios Independent Spirit                              | 25 de febrero de 2024   | Mejor guion de ópera prima           | Samy Burch, Alex Mechanik | Pendiente   | [ 23 ] |
| Las Vegas Film Critics Society                          | 13 de diciembre de 2023 | Mejor actriz                         | Natalie Portman | Nominada    | [ 24 ] |
| Las Vegas Film Critics Society                          | 13 de diciembre de 2023 | Mejor actriz de reparto              | Julianne Moore | Nominada    | [ 24 ] |
| Las Vegas Film Critics Society                          | 13 de diciembre de 2023 | Mejor actor de reparto               | Charles Melton | Nominado    | [ 24 ] |
| Las Vegas Film Critics Society                          | 13 de diciembre de 2023 | Mejor guion original                 | Secretos de un escándalo | Nominada    | [ 24 ] |
| Asociación de Críticos de Cine de Los Ángeles           | 10 de diciembre de 2023 | Mejor guion                          | Samy Burch | Subcampeón  | [ 25 ] |
| Middleburg Film Festival                                | 22 de octubre de 2023   | Premio al Director Visionario        | Todd Haynes | Ganador     | [ 26 ] |
| Michigan Movie Critics Guild                            | 4 de diciembre de 2023  | Mejor actriz de reparto              | Julianne Moore | Nominada    | [ 27 ] |
| Mill Valley Film Festival                               | 16 de octubre de 2023   | Logro de toda una vida: colaboración | Todd Haynes y Christine Vachon                                                                                                 | Ganadores   | [ 28 ] |
| Montclair Film Festival                                 | 30 de octubre de 2023   | Premio al director                   | Todd Haynes | Ganador     | [ 29 ] |
| New York Film Critics Circle Awards                     | 30 de noviembre de 2023 | Mejor actor de reparto               | Charles Melton | Ganador     | [ 30 ] |
| New York Film Critics Circle Awards                     | 30 de noviembre de 2023 | Mejor guion                          | Samy Burch | Ganadora    | [ 30 ] |
| Festival Internacional de Cine de Santa Bárbara         | 10 de febrero de 2024   | Virtuoso Award                       | Charles Melton | Ganador     | [ 31 ] |
| Asociación de Críticos de Cine de San Luis              | 17 de diciembre de 2023 | Mejor película                       | Secretos de un escándalo | Nominada    | [ 32 ] |
| Asociación de Críticos de Cine de San Luis              | 17 de diciembre de 2023 | Mejor director                       | Todd Haynes | Nominado    | [ 32 ] |
| Asociación de Críticos de Cine de San Luis              | 17 de diciembre de 2023 | Mejor actriz                         | Natalie Portman | Nominada    | [ 32 ] |
| Asociación de Críticos de Cine de San Luis              | 17 de diciembre de 2023 | Mejor actor de reparto               | Charles Melton | Subcampeón  | [ 32 ] |
| Asociación de Críticos de Cine de San Luis              | 17 de diciembre de 2023 | Mejor actriz de reparto              | Julianne Moore | Nominada    | [ 32 ] |
| Asociación de Críticos de Cine de San Luis              | 17 de diciembre de 2023 | Mejor banda sonora                   | Marcelo Zarvos | Subcampeón  | [ 32 ] |
| Asociación de Críticos de Cine de Washington D. C.      | 10 de diciembre de 2023 | Mejor actor de reparto               | Charles Melton | Ganadora    | [ 33 ] |
| Premios de la Sociedad Internacional de Cinéfilos       | 10 de febrero de 2024   | Mejor película                       | Secretos de un escándalo | Pendiente   | [ 34 ] |
| Premios de la Sociedad Internacional de Cinéfilos       | 10 de febrero de 2024   | Mejor actor de reparto               | Charles Melton | Pendiente   | [ 34 ] |
| Premios de la Sociedad Internacional de Cinéfilos       | 10 de febrero de 2024   | Mejor actriz de reparto              | Julianne Moore | Pendiente   | [ 34 ] |
| Premios de la Sociedad Internacional de Cinéfilos       | 10 de febrero de 2024   | Mejor guion original                 | Samy Burch, Alex Mechanik | Pendiente   | [ 34 ] |
| Premios de la Sociedad Internacional de Cinéfilos       | 10 de febrero de 2024   | Mejor intérprete revelación          | Charles Melton | Pendiente   | [ 34 ] |